# Парламентские выборы в Сербии (2014)
Досрочные парламентские выборы в Сербии прошли 16 марта 2014 года. Парламент Сербии был распущен в январе 2014 года и назначены досрочные выборы.
По результатам голосования в парламент страны прошли семь политических партий, блоков и коалиций. Сербская прогрессивная партия получила 158 мандатов, блок «Социалистическая партия Сербии — Партия пенсионеров — Единая Сербия» — 44 мандата, Демократическая партия — 19 мандатов, НДП-Зелёные-18, Партия венгров-6, партия демократического действия Санджака-3, партия демократического действия -2.

## Контекст выборов
В январе 2014 года крупнейшая партия правящей коалии Сербская прогрессивная партия призвала к проведению досрочных выборов. Предполагалось, что премьер-министр страны Ивица Дачич выступит против этого, однако 27 января Дачич поддержал предложение. Вскоре, 29 января, президент Сербии Томислав Николич объявил о роспуске парламента Сербии Народной скупщины и назначении выборов на 16 марта 2014 года.

## Избирательный закон
Парламент Сербии Народная скупщина состоит из 250 мест. Страна представляет собой единый избирательный округ и места распределяются пропорционально набранным голосам по методу Д’Ондта. Для политических партий избирательный барьер составляет 5 %. Исключением являются избирательные листы, представляющие зарегистрированные национальные меньшинства, для которых избирательный барьер положен в 0,4 %, которых достаточно, чтобы получить 1 место парламента.
Несмотря на протесты косовских албанцев, согласно Резолюции Совета Безопасности ООН 1244 по новому правовому статусу Косово голосование будет организовано на территории Косово. Голосование в Косово будет организовано ОБСЕ.